# Beraeamyia mugla
Beraeamyia mugla är en nattsländeart som beskrevs av Füsun Sipahiler 1989. Beraeamyia mugla ingår i släktet Beraeamyia och familjen sandrörsnattsländor. Inga underarter finns listade i Catalogue of Life.